# Ted Healy
Ted Healy (Kaufman, 1º ottobre 1896 – Los Angeles, 21 dicembre 1937) è stato un attore statunitense.

## Filmografia
- Wise Guys Prefer Brunettes, regia di F. Richard Jones, Stan Laurel - cortometraggio (1926)
- Soup to Nuts
- A Night in Venice (1931)
- Nertsery Rhymes, regia di Jack Cummings - cortometraggio (1933)
- Stop, Sadie, Stop, regia di Jack Cummings - cortometraggio (1933)
- Beer and Pretzels, regia di Jack Cummings - cortometraggio (1933)
- Hello Pop, regia di Jack Cummings - cortometraggio (1933)
- Figlia d'arte (Stage Mother), regia di Charles Brabin (1933)
- Argento vivo (Bombshell), regia di (non accreditato) Victor Fleming (1933)
- Plane Nuts, regia di Jack Cummings - cortometraggio (1933)
- Meet the Baron, regia di Walter Lang (1933)
- Myrt and Marge, regia di Al Boasberg (1933)
- Amanti fuggitivi (Fugitive Lovers), regia di Richard Boleslavsky (1934)
- La sirena del fiume (Lazy River), regia di George B. Seitz (1934)
- The Big Idea, regia di WIlliam Crowley (William Beaudine) - cortometraggio (1934)
- La grande festa (Hollywood Party), regia di Roy Rowland, George Stevens, Sam Wood, Charles Reisner, Richard Boleslawski, Russell Mack, Edmund Goulding, Allan Dwan (1934)
- L'agente n. 13 (Operator 13), regia di Richard Boleslawski (1934)
- Paris Interlude, regia di Edwin L. Marin (1934)
- Death on the Diamond, regia di Edward Sedgwick (1934)
- The Band Plays On, regia di Russell Mack (1934)
- La donna è mobile (Forsaking All Others), regia di W. S. Van Dyke (1934)
- The Winning Ticket, regia di Charles Reisner (1935)
- Dalle 7 alle 8 (The Casino Murder Case), regia di Edwin L. Marin (1935)
- Tentazione bionda (Reckless), regia di Victor Fleming (1935)
- L'incrociatore misterioso (Murder in the Fleet), regia di Edward Sedgwick (1935)
- Amore folle (Mad Love), regia di Karl Freund (1935)
- Here Comes the Band, regia di Paul Sloane (1935)
- It's in the Air, regia di Charles Reisner (1935)
- Speed, regia di Edwin L. Marin (1936)
- San Francisco, regia di W.S. Van Dyke (1936)
- Radiofollie (Sing, Baby, Sing), regia di Sidney Lanfield (1936)
- The Longest Night
- Mad Holiday, regia di George B. Seitz (1936)
- Man of the People, regia di Edwin L. Marin (1937)
- La rivincita di Clem (Good Old Soak), regia di J. Walter Ruben (1937)
- Invito alla danza (Varsity Show), regia di William Keighley (1937)
- Hollywood Hotel, regia di Busby Berkeley (1937)
- Love Is a Headache, regia di Richard Thorpe (1938)